# Tragopogon altaicus
Tragopogon altaicus là một loài thực vật có hoa trong họ Cúc. Loài này được Nikitin & Schischk. miêu tả khoa học đầu tiên năm 1938.